# Sportroccia
Sportroccia — первые международные соревнования по скалолазанию, проходившие 4 раза в Бардонеккью и Арко.

## История
Первые состязания Sportroccia были организованы в 1985 году по инициативе Андреа Меллано, сильного скалолаза 1960-х и члена Итальянского академического альпклуба, и Эмануэля Кассары, журналиста и писателя. В жюри входили Риккардо Кассин, Оскар Соравито, Маурицио Заннола и Хейнц Мариахер. Соревнования проходили на скалах Валлэ Стретта возле Бардонеккью. Первые соревнования по скалолазанию привлекли тысячи зрителей и ознаменовали новую, спортивную эру развития скалолазания. Финальную стадию вторых соревнований посетило 10 000 зрителей. Проведение соревнований на естественном, а не на искусственном рельефе привело организаторов-авангардистов к ряду вопросов, из-за которых официальные соревнования по скалолазанию стали проводиться исключительно на искусственных стендах.
- В 1985 и в 1986 гг. на Sportroccia также объявляли чемпиона Италии, присуждая этот титул лучшему итальянскому спортсмену на соревнованиях.
- В 1986 г. соревнования разделили на два этапа: первый — в Арко на скале Colodri, второй — в Бардонеккью.
- В 1987 г. Sportroccia впервые уступила место соревнованиям Rock Master в Арко, которые все ещё проводились на скалах, а не на стенде.
- С 1988 г. соревнования стали проводиться на искусственном рельефе[5].
- В 1989 г. соревнования стали этапом только учрежденного Кубка Мира по скалолазанию.
- В 2005 г. во время ежегодного события прошла конференция в Бардонеккью «1985-2005 Sportroccia двадцать лет спустя — будущее спортивного скалолазания»[6]

## Результаты

### Спортроккия 85
Соревнования проходили с 5 по 7 июля.
Стефан Гловач (первый победитель международных соревнований по скалолазанию):
Это было великолепно: лучшие спортсмены мира, открытые старты на настоящих скалах, более ста участников и приблизительно 10000 зрителей. Я выиграл палатку, рюкзак, скальники, карабины и какие-то деньги, но главное, я понял, что у меня есть возможность стать профессиональным скалолазом.http://climbing-translated.blogspot.com/2010/11/stefan-glowacz.html
| № | Мужчины       | Женщины          |
| - | ------------- | ---------------- |
| 1 | Стефан Гловач | Катрин Дестивель |
| 2 | Жаки Годофф   | Луиза Иоване     |
| 3 | Тьерри Рено   | Мартин Ролланд   |

### Спортроккия 86
Соревнования проходили с 11 по 13 июля. Финальную трассу смог пролезть только Патрик Эдлинджер. Ей дали название Падение богов (Caduta degli dei), 7с+.
| № | Мужчины          | Женщины          |
| - | ---------------- | ---------------- |
| 1 | Патрик Эдлинджер | Катрин Дестивель |
| 2 | Бен Мун          | Линн Хилл        |
| 3 | Жаки Годофф      | Изабель Патиссье |

### Спортроккия 88
Соревнования проходили с 15 по 17 июля.
| № | Мужчины          | Женщины          |
| - | ---------------- | ---------------- |
| 1 | Дидье Роботу     | Катрин Дестивель |
| 2 | Жан-Батист Трибо | Изабель Патиссье |
| 3 | Арнольд Тикинт   | Луиза Иоване     |

### Спортроккия 89
Соревнования проходили с 14 по 16 июля. На этот раз соревнования также были третьим этапом Кубка Мира в скалолазании (сложность).
| № | Мужчины        | Женщины        |
| - | -------------- | -------------- |
| 1 | Симон Надин    | Наннет Рейбоут |
| 2 | Джерри Моффатт | Коринн Лабрюн  |
| 3 | Дидье Роботу   | Луиза Иоване   |